# サグラード
サグラード（伊: Sagrado）は、イタリア共和国フリウリ＝ヴェネツィア・ジュリア州ゴリツィア県にある、人口約2,200人の基礎自治体（コムーネ）。

## 名称
標準イタリア語以外の言語では以下の名を持つ。
- ヴェネト語ビシアカリア方言 (it) : Sagrà
- フリウリ語: Sagrât [5]
- スロベニア語: Zagraj

## 地理

### 位置・広がり
ゴリツィア県中部、ビシアカリア地方 (it:Bisiacaria) に位置する。県都ゴリツィアから西南西へ13km、ウーディネから南東へ29km、州都トリエステから北西へ34kmの距離にある。コムーネの領域は東西に長く、イゾンツォ川左岸（南岸）に広がっている。

#### 隣接コムーネ
隣接するコムーネは以下の通り。
- グラディスカ・ディゾンツォ - 北
- ファッラ・ディゾンツォ - 北東
- サヴォーニャ・ディゾンツォ - 東
- ドベルド・デル・ラーゴ - 南
- フォリアーノ・レディプーリア - 南西

グラディスカ・ディゾンツォ、ファッラ・ディゾンツォとの間にはイゾンツォ川が流れている。サグラード本村およびポッジョ・テルツァ・アルマータの2か所で、グラディスカ・ディゾンツォとの間に橋が架かっている。

### 地勢・地形
コムーネの領域はカルソ台地の西端部にあたり、その大部分は台地上にある。河畔のサグラード本村が標高32mに位置するのに対し、台地上の集落サン・マルティーノ・デル・カルソは標高163mの地点にある。コムーネ東部、サヴォーニャ・ディゾンツォとの境界にあたるサン・ミケーレ山（Monte San Michele、275m）一帯は、第一次世界大戦時の激戦地として知られる。

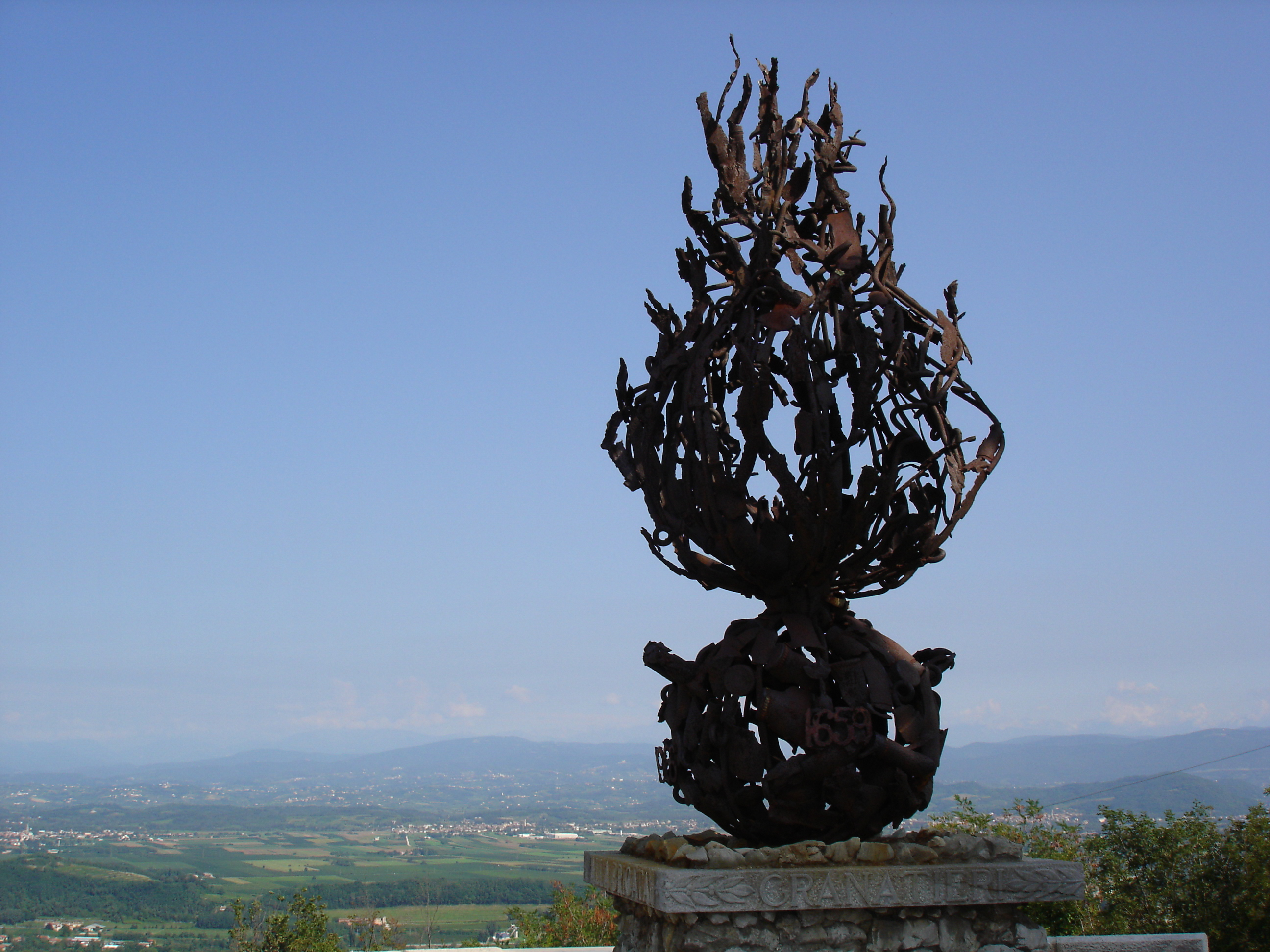
サン・ミケーレ山にあるモニュメント
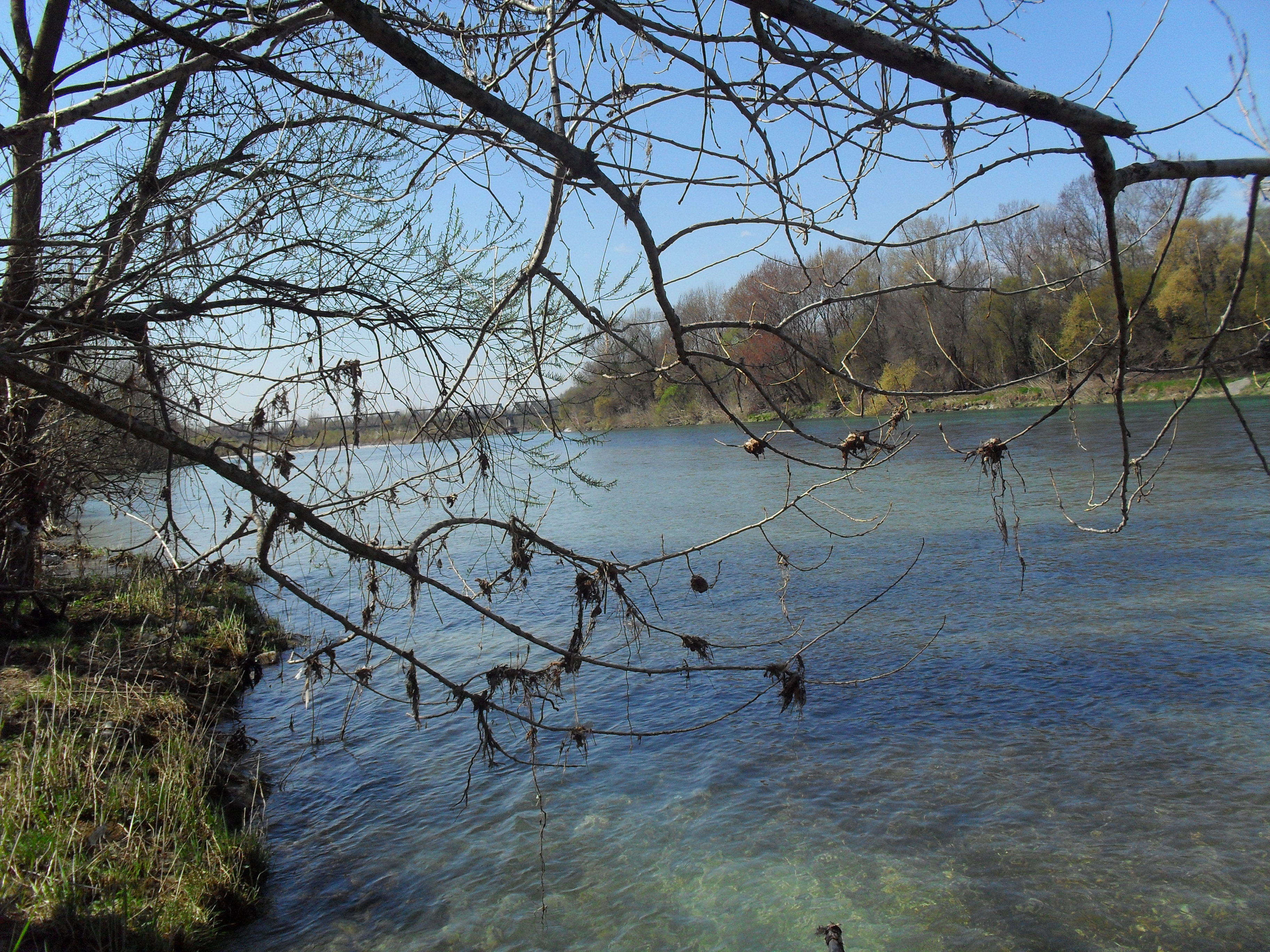
イゾンツォ川

### 気候分類・地震分類
サグラードにおけるイタリアの気候分類 (it) および度日は、zona E, 2258 GGである。
また、イタリアの地震リスク階級 (it) では、zona 3 (sismicità bassa) に分類される。

### 主要な集落
サグラード（Sagrado）の本村は、コムーネの西端に位置している。イゾンツォ河畔の平地に形成された村であり、南側にフォリアーノの集落（フォリアーノ・レディプーリアの中心集落）が連坦している。イゾンツォ川を渡る橋が架けられており、コルモンスとモンファルコーネを結ぶ国道 SS305 が町を南北に貫いている。
ポッジョ・テルツァ・アルマータ（Poggio Terza Armata）はイゾンツォ河畔の集落で、コムーネ北部に位置する。対岸はグラディスカ・ディゾンツォの中心部にあたり、橋が架けられている。
サン・マルティーノ・デル・カルソ（San Martino del Carso）はカルソ台地上の集落である。

## 歴史
第一次世界大戦中の1915年、サン・ミケーレ山はイタリア軍とオーストリア軍の激しい戦いの舞台となった（第二次イゾンツォの戦い・第三次イゾンツォの戦い）。

## 社会

### 人口

#### 居住地区別人口
国立統計研究所（ISTAT）は居住地区（Località abitata）別の人口として以下を掲げている。統計は2001年時点。
| 地区名                | 標高   | 人口  | 備考                                               |
| --------------------- | ------ | ----- | -------------------------------------------------- |
| SAGRADO               | 20/273 | 2,087 |                                                    |
| POGGIO TERZARMATA     | 39     | 537   |                                                    |
| SAGRADO *             | 32     | 1,291 | フォリアーノ・レディプーリアの Fogliano 地区に連続 |
| SAN MARTINO DEL CARSO | 163    | 232   |                                                    |
| Peteano               | 36     | 19    |                                                    |
| Case Sparse           | -      | 8     |                                                    |

- ISTATは人口統計上、家屋密度の高い centro abitato （居住の中心地区）、密度の低い nucleo abitato （居住の核となる地区）、まとまった居住地区を形成していない case sparse （散在家屋）の区分を用いている。上の表で地名がすべて大文字で示されているものが centro abitato である。「*」印が付されているのは、コムーネの役場・役所 la casa comunale の置かれている地区である。

## 姉妹都市
- (Branik) （スロベニア）
- (Győrság) （ハンガリー）
- ポッガースドルフ（ドイツ語版）（オーストリア）

## 交通

### 鉄道
- ウーディネ＝トリエステ線：サグラード駅

### 道路
国道
- SS305  (it:Strada statale 305 di Redipuglia) 
〔コルモンス - グラディスカ・ディゾンツォ〕 - サグラード - 〔モンファルコーネ〕